# Henri Lacaze (homme politique)
Pour les articles homonymes, voir Henri Lacaze et Lacaze.
Henri Lacaze, né le 9 février 1908 à Toulouse et mort le 5 janvier 1990 à Montauban, est un homme politique français, député de Tarn-et-Garonne du 2 juin 1946 au 8 décembre 1958.

## Biographie
D'abord avocat, Henri Lacaze entame ensuite une carrière dans la fonction publique, comme inspecteur principal de la population au ministère de la santé publique.
Il s'engage en politique après la seconde guerre mondiale. En tête de la liste du Mouvement Républicain Populaire pour l'élection de la première assemblée constituante, en 1945, il n'est pas élu. L'année suivante, en revanche, il double quasiment son résultat, et, avec 31,8 %, arrive en tête. Il est donc élu député à la seconde assemblée constituante.
En novembre 1946, il obtient 31,1 % des voix et est donc réélu. L'année suivante, il est élu conseiller municipal de Montauban, commune dont il sera élu maire en janvier 1956.
En 1951, le MRP souffre fortement de la concurrence gaulliste et n'obtient que 11,1 % des voix. Cependant, grâce au large apparentement des listes de la « troisième force », Henri Lacaze est réélu.
Pendant toute cette période, son activité parlementaire se concentre sur la question de l'enfance défavorisée. En février 1951, il est ainsi à l'origine d'une proposition de réforme de l'aide sociale à l'enfance.
Dans un tout autre domaine, il propose en 1953 la création d'une communauté européenne du cinéma.
Se situant à l'aile droite du MRP, il mène une liste qui s'apparente à celles du CNI et des indépendants et paysans lors des élections de 1956. Avec 10,5 % des voix, il est réélu.
Lors de cette législature, il est secrétaire de la commission de la justice, et vice-président de la Haute cour de justice.
En 1958, il s'oppose au retour au pouvoir de Charles de Gaulle. Lors des élections législatives de novembre, il est battu, et abandonne ensuite progressivement la vie politique.

## Détail des fonctions et des mandats
Mandat parlementaire
- 2 juin 1946 - 8 décembre 1958 : Député de Tarn-et-Garonne